# Łubne
Łubne – osada w Polsce położona w województwie podkarpackim, w powiecie leskim, w gminie Baligród.
Łubne leży przy drodze wojewódzkiej nr 893 prowadzącej z Leska do Cisnej, w odległości 7 km na południe od Baligrodu i 2 km na północ od Jabłonek.
Przez miejscowość przepływa niewielka rzeka Jabłonka dopływ Hoczewki.
W II Rzeczypospolitej wieś w powiecie leskim województwa lwowskiego.
W latach 1975–1998 miejscowość administracyjnie należała do województwa krośnieńskiego.
Nazwa wsi wywodzi się od słowa „łub” (kora). Mylnie kojarzona z istniejącą współcześnie osadą o tej samej nazwie (w rzeczywistości Kołonice). Po raz pierwszy wymieniono ją w dokumencie dóbr, sporządzonym w 1598. W 1921 r. Łubne liczyło 14 domów i 88 mieszkańców (87 grek., 1 rzym.).
W dniu 6 marca 1945 roku w Łubnem zabito 23 (80) Ukraińców.
1 kwietnia 1947 nacjonaliści ukraińscy z OUN-UPA w zorganizowanej tutaj zasadzce zabili w walce lub zamordowali (po torturach) wziętych do niewoli 32 żołnierzy Wojsk Ochrony Pogranicza.
Po II wojnie światowej wieś została zniszczona, a jej mieszkańców wysiedlono. Do dzisiaj na terenie wsi widoczne są pozostałości dworu. Na stokach doliny Jabłonki, na wschód od Łubnego znajduje się rezerwat przyrody Cisy na Górze Jawor, a u podnóża wzniesienia dawny kamieniołom. Liczy ok. 130 mieszkańców